# Буцких, Анна Николаевна
Анна Николаевна Буцких (26 ноября 1924 — 1 января 2024) — советский передовик сельского хозяйства, доярка совхоза «Красный флаг» Бузулукского района Оренбургской области, Герой Социалистического Труда (1966).

## Биография
Родилась 26 ноября 1924 года в селе Еделево Сызранского уезда Ульяновской губернии (ныне — Кузоватовского района Ульяновской области) в семье крестьянина-батрака.
В 1932 году семья переехала в поселок «Искра» Бузулукского района Оренбургской (в 1938—1957 годах — Чкаловской) области.
После окончания начальной школы с 1936 года работала в колхозе разнорабочей, а с 1938 года — дояркой.
В послевоенные годы считалась передовой дояркой совхоза «Красный флаг», а потом и всего Бузулукского района.
Первая достигла надоев в две тысячи килограммов молока от каждой коровы, а затем и до 2500 килограммов в год.
Указом Президиума Верховного Совета СССР от 22 марта 1966 года за достигнутые успехи в развитии животноводства, увеличении производства и заготовок молока Буцких Анне Николаевне присвоено звание Героя Социалистического Труда с вручением ордена Ленина и золотой медали «Серп и Молот».
Депутат Верховного Совета СССР 7-го созыва (1966—1970 годы).
Скончалась 1 января 2024 года на 100-м году жизни.

## Награды
- Герой Социалистического Труда (1966)
- Орден Ленина (1966)
- Золотая медаль ВДНХ (1950)
- Звание «Лучшая доярка» Чкаловской области (1954)
- Почётный гражданин Бузулукского района